# Hans Abmeier (Pädagoge)
Hans Abmeier (* 17. Juni 1889 in Einum; † 29. Mai 1953 in Hildesheim) war ein deutscher Pädagoge und Hochschullehrer.

## Leben
Hans Abmeier war der Sohn eines Krankenwärters. Er besuchte das Gymnasium Josephinum Hildesheim bis zum Abitur 1909 und studierte in Münster, Breslau und Greifswald Germanistik, Geschichte und alte Sprachen bis zur Promotion 1912 und dem I. Staatsexamen. Ab 1909 war er Mitglied der katholischen Studentenverbindung VKDSt Saxonia Münster. Anschließend absolvierte Abmeier das praktische Jahr am Lehrerseminar in Habelschwerdt. Von 1914 bis 1918 wirkt er als kommissarischer Seminarlehrer ebendort sowie in Peiskretscham, Proskau und Paradies. Dort war er bis 1926 ordentlicher Seminarlehrer. Zwischen 1922 und 1926 vertrat Abmeier die Deutsche Zentrumspartei im Reichsrat (Deutschland) für die Provinz Posen-Westpreußen. Nach Auflösung der Seminare 1926 wurde er Dozent, 1927 Professor für Geschichte und Staatsbürgerkunde sowie stellvertretender Direktor der katholischen Pädagogischen Akademie Bonn unter Leitung von Georg Raederscheidt. 1930 wurde er zum Gründungsrektor der neuen Pädagogischen Akademie Beuthen in Oberschlesien berufen (seit 1933 Hochschule für Lehrerbildung), die wie Bonn nur katholische Studierende beider Geschlechter aufnahm.
Anfang 1934 wurde er wegen seiner Kritik am Nationalsozialismus beurlaubt. 1935 wurde er als Studienrat an das Katholische Gymnasium Fridericianum in Glogau (Niederschlesien) zwangsversetzt.
Nach der Vertreibung aus Schlesien 1945 wurde Abmeier von der britischen Militärregierung als Dezernent für Schule und als Referent für Sport bei der Bezirksregierung Hildesheim eingesetzt. Am 18. Januar 1946 wurde er zum Direktor der neuen Pädagogischen Hochschule in Alfeld (Leine) auf Dauer vom Oberpräsidenten ernannt. Im ersten Studienjahr 1946/47 verzeichnete sie zunächst 110, dann mehrere Jahre hindurch etwa 50 Einschreibungen, wobei eine konfessionelle Relation von ungefähr 85 katholischen Studierenden sowie 15 evangelischen «und sonstigen» eingehalten wurde. Die von Abmeier ausgewählte Dozentenschaft bestand überwiegend aus Männern, die einzige Frau war seit 1. März 1950 Ludgera Kerstholt. Von den 51 Absolventen des ersten Kurses 1946/47 waren 39 männlich, zwölf weiblich. Nach dem Studium wurde die «Erste Prüfung für das Lehramt an Volksschulen» abgelegt. Sie bestand aus einer schriftlichen Hausarbeit und der mündlichen Prüfung in Erziehungswissenschaft und mehreren Schulfächern. Von 1947 bis 1955 absolvierten in Alfeld 510 Studierende ihr Studium, das Durchschnittsalter betrug 27 Jahre.

## Ehrungen
- In Alfeld ist seit 2009 der Prof. Dr. Abmeier-Platz nach ihm benannt.[1]

## Schriften
- Der Frühling in der deutschen Lyrik des 17. Jahrhunderts. Ein Beitrag zur Geschichte des Landschafts- und Naturgefühls bei den Renaissancedichtern, Greifswald 1912 [=Diss. Universität Greifswald]
- Die Reichsverfassung in der Arbeitsschule, Zickfeldt, Osterwieck 1924
- Staatsbürgerliche Erziehung und neue Lehrerbildung, in: Lehrer und Volk, 1927/28, S. 175–181

## Einzelbelege
1. 1 2  Heiko Stumpe: Prof. Dr. Abmeier-Platz, abgerufen am 25. April 2024.
2. ↑  Martin Sprungala: Abmeier, Hans-Ludwig – Biographie. Kulturstiftung der deutschen Vertriebenen für Wissenschaft und Forschung, abgerufen am 25. April 2024.
3. ↑  Friedrich Winterhager: Von Alfeld nach Hildesheim. Aus der Geschichte der Pädagogischen Hochschule (1945–2002). In: Wolfgang-Uwe Friedrich, Martin Schreiner (Hrsg.): Siebzig Jahre im Dienste der Bildung. Von der Pädagogischen Hochschule Alfeld zur Stiftung Universität Hildesheim 1945–2015. Universitätsverlag Hildesheim, Hildesheim 2015, ISBN 978-3-934105-67-6, S. 9–28.

| Personendaten    | Personendaten                             |
| ---------------- | ----------------------------------------- |
| NAME             | Abmeier, Hans                             |
| ALTERNATIVNAMEN  | Abmeier, Hans Konrad (vollständiger Name) |
| KURZBESCHREIBUNG | deutscher Pädagoge und Hochschullehrer    |
| GEBURTSDATUM     | 17. Juni 1889                             |
| GEBURTSORT       | Einum                                     |
| STERBEDATUM      | 29. Mai 1953                              |
| STERBEORT        | Hildesheim                                |